# Красный Колос (Аксайский район)
Красный Колос — посёлок в Аксайском районе Ростовской области.
Входит в состав Рассветовского сельского поселения.
По состоянию на 1 января 2015 года в посёлке «Красный Колос» проживает 978 человек. Посёлок газифицирован на 100%. 

## История
В 2008 году был заложен камень на территории посёлка под будущее строительство часовни.

## География
Расстояние от посёлка «Красный Колос» до административного центра поселения – посёлка «Рассвет» составляет 7 километров.
Расположен в 20 км (по дорогам) севернее районного центра — города Аксай. Рядом с посёлком проходит дорога М4 «Дон».

### Улицы
| - ул. Дальняя, - ул. Зеленая, - ул. Мира, - ул. Новостроевская, - ул. Парковая, | - ул. Первомайская, - ул. Победы, - ул. Сиреневая, - ул. Советская, - ул. Степная, | - пер. Дальний, - пер. Мирный, - пер. Новый, - пер. Садовый. |

## Население
| 1989 | 2002 | 2010 |
| ---- | ---- | ---- |
| 757  | ↗828 | ↗998 |

## Инфраструктура
СТЦ "Лайт Хаус" (осветительное оборудование для дома)

## Достопримечательности
Вблизи посёлка Красный Колос расположено несколько курганных групп — памятников археологии. Всем им присвоен охранный статус согласно Решению Малого Совета облсовета № 301 от 18 ноября 1992 года.
- Красный Колос — 3 — курганная группа, памятник археологии. Он расположен на 1 километр на север и северо-восток от месторасположения хутора[5].
- Красный Колос — 4 — курганная группа, которая является памятником археологии. Расположена на расстоянии 1 километр на северо-восток от хутора «Красный Колос»[6].
- Красный Колос — 5 — курганная группа. Памятник археологии расположен на 0,8 километров северо-восточнее хутора «Красный Колос»[7].
- Красный Колос — 6 — курганная группа, которая располагается на расстоянии 1,1 километр юго-восточнее хутора. Памятник археологии[8].
- Красный Колос — 7 — курганная группа, находящаяся на расстоянии 1,5 километров юго-восточнее хутора «Красный Колос»[9].